# Flaujac-Poujols
Flaujac-Poujols é uma comuna francesa na região administrativa de Occitânia, no departamento de Lot. Estende-se por uma área de 12,64 km². Em 2010 a comuna tinha 793 habitantes (densidade: 62,7 hab./km²).